# مدلن پاتر
مدلن پاتر (انگلیسی: Madeleine Potter؛ زادهٔ ۱ سپتامبر ۱۹۵۸) یک هنرپیشه اهل ایالات متحده آمریکا است.
او در فیلم بردگان نیویورک بازی کرده است.